# Федеральный окружной суд Северного округа Калифорнии
Федера́льный окружно́й суд Се́верного о́круга Калифо́рнии (англ. United States District Court for the Northern District of California, N.D. Cal.) — федеральный окружной суд США, рассматривающий по первой инстанции дела в северном судебном округе штата Калифорния. Штаб-квартира находится в Сан-Франциско.

## Территориальная юрисдикция
Территориальная юрисдикция суда распространяется на следующие округа Калифорнии: Аламеда, Контра Коста, Дель Норте, Гумбольдт, Лейк, Марин, Мендосино, Монтерей, Напа, Сан-Бенито, Сан-Франциско, Сан-Матео, Санта-Клара, Санта-Круз и Сонома. Кроме того, суд рассматривает дела в Юрика, Окленде, Сан-Франциско и Сан-Хосе.

## Специализация
Суд стал известен благодаря рассмотрению групповых исков, связанных с патентным законодательством и законодательством об интеллектуальной собственности в секторе высоких технологий, с участием ответчиков из Восточной Азии.

## Известные процессы
- Иск корпорации Apple к разработчику программы-шпиона Pegasus компании NSO Group[3].
- Уголовное дело в отношении российского предпринимателя Олега Тинькова[4].